# مجمع البحرين (كتاب)
مجمع البحرين هو نص صوفي عن الدين المقارن ألفه المغولي الهندي شاهزاده دارا شكوه كرسالة قصيرة باللغة الفارسية، حوالي عام 1655. كان مخصصًا للكشف عن القرابة الصوفية والتعددية بين التكهنات الصوفية والفيدانتية. كان هذا أحد أقدم الأعمال التي استكشفت تنوع الأديان ووحدة الإسلام والهندوسية والأديان الأخرى. النسخة الهندية منه تسمى سامودرا سانجام جرانثا وطُبعَت ترجمة أردية بعنوان نور العين في عام 1872.

## الخلفية

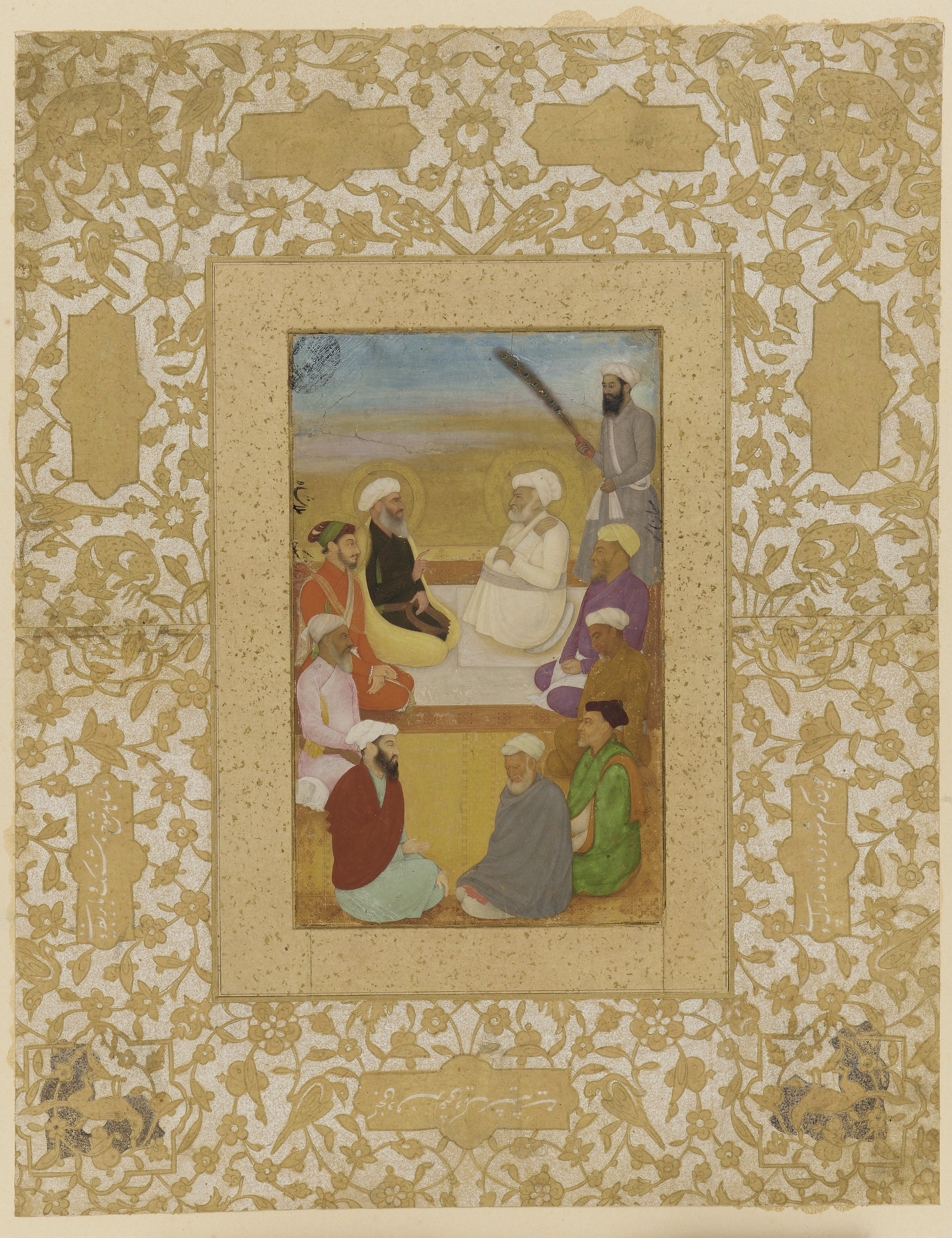
شاهزاده دارا شوكوه جالسًا مع معلمه الروحي، ميان مير، حوالي عام 1635.

خلال القرن السادس عشر، ساهم مكتب هانا (مكتب الترجمة للسلطان أكبر، والذي يعني حرفيًا بيت الترجمة ) بشكل كبير في تغيير تصور المسلمين للهندوسية من خلال ترجمة أعمال مثل المهابهاراتا إلى رزمنامه، ورامايانا، ويوجا فاشيشتا [الإنجليزية] من السنسكريتية القديمة إلى الفارسية، حيث سعى السلطان أكبر إلى تكوين أساس للبحث الموحد عن الحقيقة وتمكين الناس من فهم الروح الحقيقية لدينهم. استمرت جهود أكبر لتنمية الصلح (كما هو مستوحى من المبادئ الصوفية) في جميع أنحاء سلطنته بروح من نسله، شاهزاده دارا شوكوه.
بفضل نظرته الدائمة للعالم والتي تشبه نظرة كابير وجده المغولي السلطان أكبر، سعى دارا شوكوه إلى فهم أوجه التشابه بين ديانات الأرض المحيطة به. بعد أن قضاها تلميذًا لميان مير (حيث شهد أحداثاً مثل تأسيس المعبد الذهبي في أمريتسار)، بدأ دارا شوكوه في تجميع تعاليمه الروحية والتصوفية في سلسلة من الكتب التي كتبها بين عامي 1640 و1653. إن التعلم الذي أدى إلى ظهور مجمع البحرين حدث خلال هذا الوقت، والذي يشمل على وجه التحديد تسع سنوات من البحث والدراسة في البراهمافيديا [الإنجليزية] والقرآن. أدى تعلم دارا شوكوه إلى سفره عبر 14000 كم من شبه القارة الهندية ، بحثًا عن المعرفة الصوفية في أماكن مثل أجمر، ودلهي، وأجرا، والله أباد، وفاراناسي، وكشمير، وغوجارات. كتب شاهزاده مجمع البحرين عندما كان عمره 42 عامًا وكان هذا آخر نص كتبه قبل الصراع على الخلافة والذي أدى إلى هزيمته وإذلاله ووفاته بعد بضع سنوات.

## المحتويات
يركز هذا الكتاب في المقام الأول على تقديم تفسير لما هو مشترك بين سانانا دارما والإسلام، وخاصة فيما يتعلق بالروحانية الفيدانتي والصوفية والمفاهيم العديدة الواردة فيه. يستخدم دارا شوكوه العديد من المصطلحات من كلا فرعي الدين لتسليط الضوء على أوجه التشابه بين الاثنين، على الرغم من إظهار معرفة أكثر شمولاً بالمصطلحات الصوفية من أجل إلقاء الضوء على الفيدانتية. وقد ورد ذكر العديد من الأولياء الصوفيين في القسم الحادي عشر، منهم الغزالي ، وبايزيد البسطامي ، وجلال الدين محمد الرومي ، وابن العربي. يبدأ النص بقسم تمهيدي ويحتوي على عشرين قسمًا بالعناوين التالية:
1. العناصر
2. الحواس
3. الرياضات الدينية
4. الصفات
5. الريح
6. العوالم الأربعة
7. النار
8. النور
9. الإحسان
10. رؤية الله
11. أسماء الله الحسنى
12. الرسول ورسله
13. النبوة
14. البراهمان
15. الاتجاهات
16. السماوات
17. الأرضون
18. أقسام الأرض
19. البرزخ
20. البعث العظيم
21. الجيڤان موكتا
22. الليل والنهار

## العواقب
ولم يكن هناك نص رئيس آخر كتب حول موضوع الأديان المقارنة والحقيقة العالمية في نفس وقت مجمع البحرين. وفقًا لكتاب سيا المطهرين للمؤرخ غلام حسين سليم، فإن مجمع البحرين تسبب في وفاة مؤلفه عندما تم تقديمه إلى العلماء الإمبراطوريين، الذين أعلنوا العمل زندقةً وأمروا بقتل شاهزاده دارا شوكوه، وهو الأمر الذي نفذه بكل سرور شقيقه، شاهزاده أورنجزيب، أثناء حرب الخلافة. بعد إحضاره إلى دلهي، قُيد دارا شوكوه بالسلاسل وتم عرضه في شوارع العاصمة وهو راكب على فيل نجس. وفي التاريخ الرسمي لأورنجزيب، المآثر العلمغيري، تم إعلان التهمة الرسمية الموجهة إلى دارا شوكوه على النحو التالي:
"كانت أركان الإسلام الخمسة، التي وضعها أورنكزيب، مصدر قلقٍ كبيرٍ لحياته. ولذلك، رأى السلطان أورنكزيب، لضرورة حماية الشريعة الإسلامية، ولأسبابٍ تتعلق بالدولة، أنه من غير القانوني السماح لدارا بالبقاء على قيد الحياة لفترةٍ أطول، مُخرِّبًا السلم العام.

في 10 آب 1659، قُطع رأس شاهزاده دارا شوكوه بتهمة الردة وأُرسل رأسه إلى والده شاه جهان. عندما اعتلى أورنجزيب العرش الإمبراطوري، استمر في إعدام الآخرين لأسباب سياسية (مثل: شقيقه مراد بخش وابن أخيه سليمان شكوه [الإنجليزية]) واضطهاد مواطني إمبراطوريته على أساس الهرطقة، بما في ذلك قطع رأس الصوفي الأرمني سرمد كاشاني، بتهمة الإلحاد المناهض للقانون والتاسع السيخي جورو، جورو تيج بهادور، لرفضه الانصياع لأوامره، مما جعل قتل شقيقه دارا شكوه الأول في سلسلة طويلة من عمليات الإعدام.

## طالع أيضًا
- دين إلهي
- ألوبانيشاد
- جانجا-جاموني تهذيب [الإنجليزية]